# Rifugio Perucca-Vuillermoz
Il rifugio Perucca-Vuillermoz (pron. fr. AFI: [vyjɛʁmo]) è un rifugio della Valtournenche in Valle d'Aosta. Sorge nella conca di Cignana, sui pendii morenici a ovest del lago del Dragone, ai piedi del monte Dragone. Il rifugio possiede 38 posti letto durante il periodo estivo e 8 posti letto nel locale invernale.

## Storia
Il rifugio è stato inaugurato nel 1994, sostituendo il sottostante bivacco Manenti. Ricorda gli alpinisti Piergiorgio Perucca e Corrado Vuillermoz, caduti sul Lyskamm il 17 settembre 1985 con altri quattro compagni.
Nel 2008 il rifugio ha ricevuto un importante riconoscimento, la Carta di Qualità, elaborata dall'Assessorato del turismo, sport, commercio e trasporti, insieme con il Dipartimento di Scienze Merceologiche dell'Università degli Studi di Torino, nell'ambito del progetto triennale Refuges - Qualification de l'offre des refuges de haute montagne pour un tourisme durable dans la Vallée d'Aoste et les Pays de Savoie, finanziato dal Programma di Iniziativa Comunitaria Interreg III A Alcotra (Alpi Latine Cooperazione Transfrontaliera).

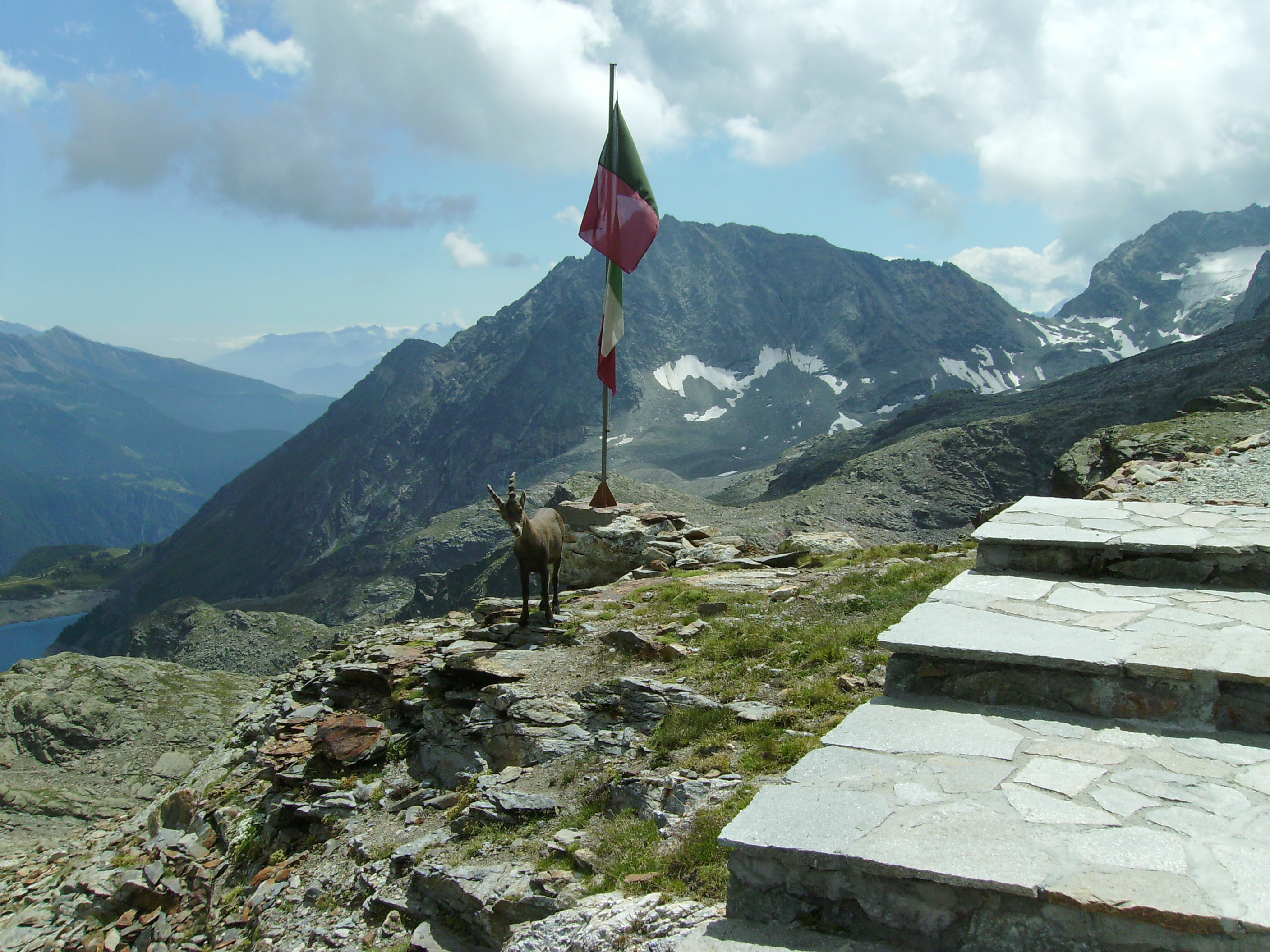
Un giovane stambecco nei pressi del rifugio

## Eventi
Ogni anno, il terzo giovedì di luglio viene celebrata la messa nei pressi del rifugio. Se le condizioni meteo sono favorevoli, la salita al rifugio e la discesa possono essere effettuate tramite un elicottero, in generale di proprietà della Pellissier Helicopter.

## Accesso
L'accesso al rifugio avviene normalmente partendo dalla frazione di Valtournenche Les Perrères. Si sale fino alla Finestra di Cignana (2441 m s.l.m.) e si prosegue fino a raggiungere il rifugio. La durata del percorso può variare dalle 4 alle 5 ore.

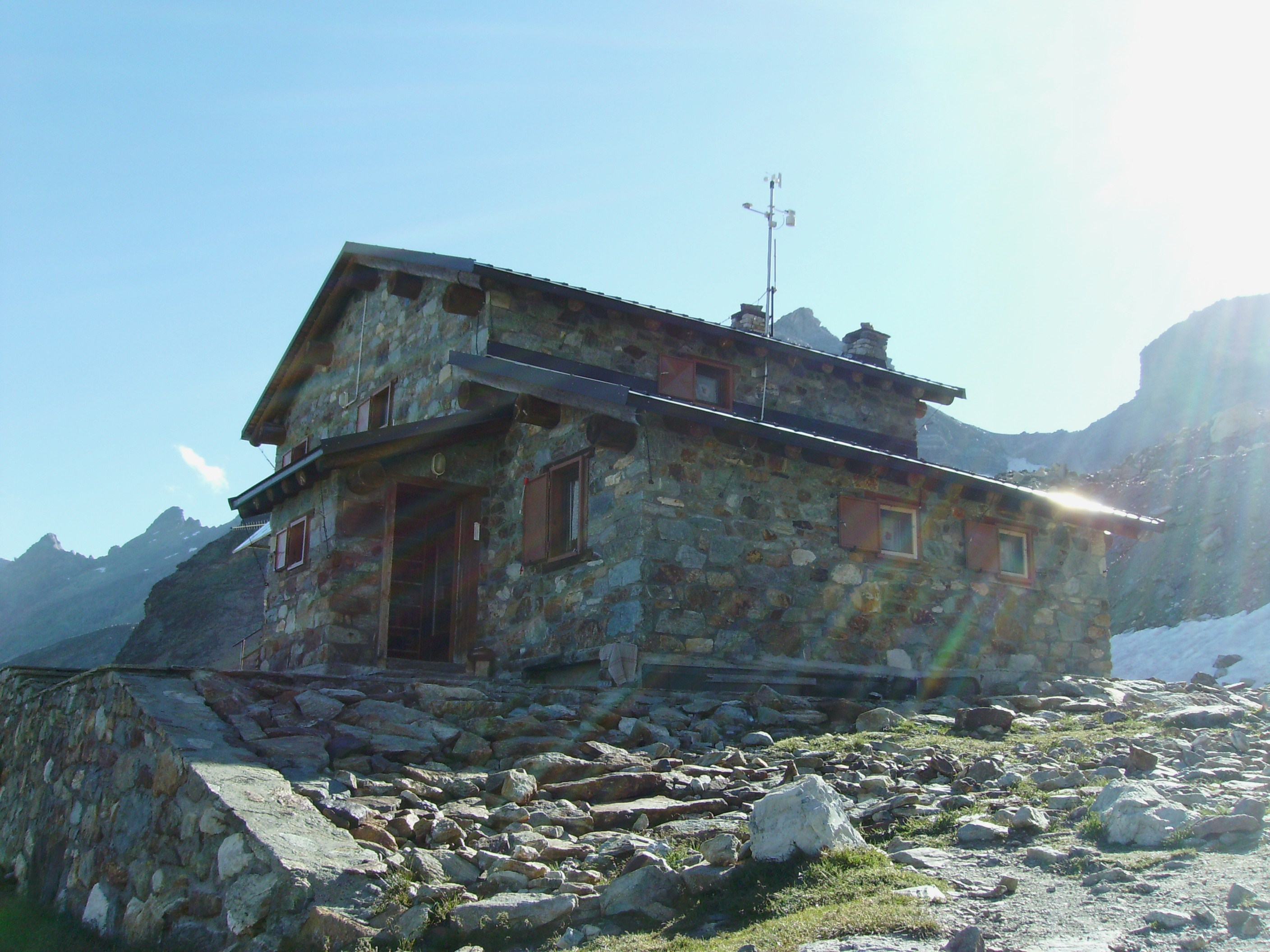
Altra visuale del rifugio

## Ascensioni
Il rifugio è punto di partenza per lo Château des Dames (3488 m.s.l.m.) e per il Mont Rous (3241 m.s.l.m.) e per le vie di roccia del monte Dragone (3354 m.s.l.m.), della punta di Fontanella (3384 m.s.l.m.) e della punta di Balanselmo (3318 m.s.l.m.).
Per quanto riguarda le escursioni si può salire al colle di Valcornera (3070 m.s.l.m.; 1h a/r) da cui ci si affaccia sulla Valpelline o al colle di Vofréde (3127 m.s.l.m.; 3h a/r), da cui compaiono il Monte Rosa e il Cervino. Da quest'ultimo valico si può salire al Mont Rous (3224 m.s.l.m.) o scendere a Cervinia tramite la via ferrata lungo il vallone di Vofréde.